# Нойройтер, Феликс
Фе́ликс Но́йройтер (нем. Felix Neureuther; род. 26 марта 1984, Мюнхен[…]) — немецкий горнолыжник, чемпион мира 2005 года в командном первенстве, многократный победитель этапов Кубка мира. Специализировался в слаломных дисциплинах. Один из сильнейших слаломистов мира 2010-х годов.

## Спортивная карьера
В Кубке мира Нойройтер дебютировал в 2003 году, в январе 2010 года одержал свою первую победу на этапе Кубка мира. Всего имеет 13 побед на этапах Кубка мира: 11 в слаломе, одну в параллельном слаломе и одну в гигантском слаломе. Всего в слаломе 37 раз поднимался на подиум на этапах Кубка мира. Лучшим достижением в общем зачёте Кубка мира является для Нойройтера 4-е место в сезоне 2012/13 и в сезоне 2014/15. В слаломе Феликс трижды занимал второе место в зачёте Кубка мира.
На Олимпиаде-2006 в Турине, стартовал в слаломе и гигантском слаломе, но в обеих дисциплинах не добрался до финиша.
На Олимпиаде-2010 в Ванкувере, стартовал в двух дисциплинах: гигантский слалом — восьмое место, слалом — не финишировал в первой попытке.

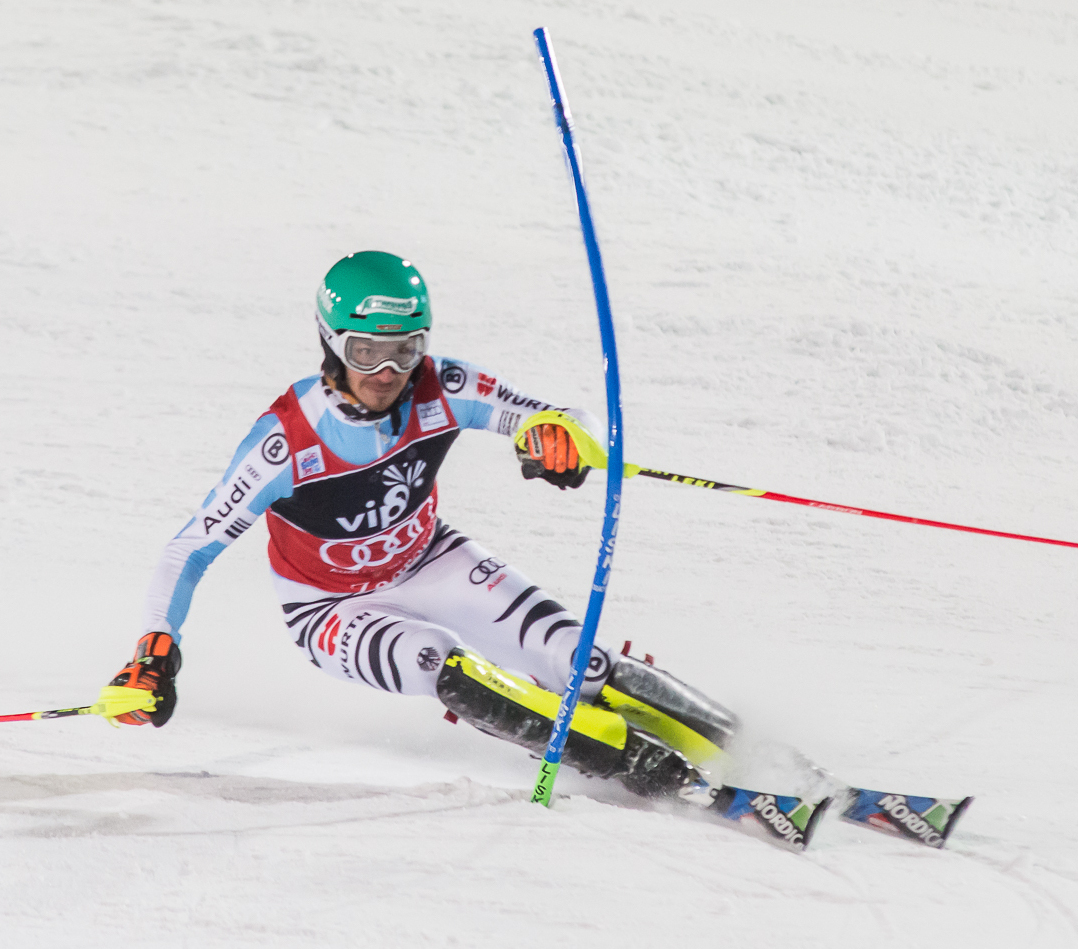
Нойройтер в 2015 году

В 2014 году на Играх в Сочи занял восьмое место в гигантском слаломе. В слаломе Феликс шёл седьмым после первой попытки, но не сумел финишировать во второй (из восьмёрки лидеров после первой попытки финишировать во второй сумели только трое).
Из-за травмы пропустил Олимпийские игры 2018 года.
За свою карьеру участвовал в девяти подряд чемпионатах мира (2003—2019), завоевал золото в командных соревнованиях на чемпионате мира 2005 года, в 2013 году в Шладминге выиграл серебро в слаломе и бронзу в командных соревнованиях, в 2015 и 2017 годах выигрывал бронзу в слаломе.
Объявил о завершении карьеры в марте 2019 года. Последний раз вышел на старт этапа Кубка мира 17 марта 2019 года в слаломе.
Использовал лыжи и ботинки производства фирмы Nordica.

## Семья
Родители Феликса Нойройтера тоже профессионально и успешно занимались горными лыжами: его отец Кристиан Нойройтер одержал 6 побед на этапах Кубка мира, а мать Рози Миттермайер — двукратная олимпийская чемпионка, чемпионка мира и обладательница Кубка мира. Кроме того, его тётки Хейди Миттермайер и Эви Миттермайер так же были успешными горнолыжницами и принимали участие в Олимпийских играх.
Феликс встречался с немецкой биатлонисткой и лыжницей Мириам Гёсснер. В октябре 2017 года у них родилась дочь Матильда, а 27 декабря того же года пара поженилась.

## Победы на этапах Кубка мира (13)
| №  | Сезон   | Дата        | Место               | Дисциплина          |
| -- | ------- | ----------- | ------------------- | ------------------- |
| 1  | 2009/10 | 24 янв 2010 | Кицбюэль            | Слалом              |
| 2  | 2009/10 | 13 мар 2010 | Гармиш-Партенкирхен | Слалом (2)          |
| 3  | 2012/13 | 1 янв 2013  | Мюнхен              | Параллельный слалом |
| 4  | 2012/13 | 20 янв 2013 | Венген              | Слалом (3)          |
| 5  | 2012/13 | 17 мар 2013 | Ленцерхайде         | Слалом (4)          |
| 6  | 2013/14 | 06 янв 2014 | Бормио              | Слалом (5)          |
| 7  | 2013/14 | 11 янв 2014 | Адельбоден          | Гигантский слалом   |
| 8  | 2013/14 | 24 янв 2014 | Кицбюэль            | Слалом (6)          |
| 9  | 2013/14 | 9 мар 2014  | Краньска-Гора       | Слалом (7)          |
| 10 | 2014/15 | 22 дек 2014 | Мадонна-ди-Кампильо | Слалом (8)          |
| 11 | 2014/15 | 17 янв 2015 | Венген              | Слалом (9)          |
| 12 | 2015/16 | 14 фев 2016 | Наэба               | Слалом (10)         |
| 13 | 2017/18 | 12 ноя 2017 | Леви                | Слалом (11)         |